# パニチャフォン・ティーララサクル
パニチャフォン・ティーララサクル（英語: Panitchaphon Teeraratsakul、タイ語: พณิชพล  ธีระรัตน์สกุล、2004年11月11日 - ）は、タイの男子バドミントン選手。
同い年のダブルス選手のパッカポン・ティーララサクルとは双子の兄弟である。

## 経歴
2023年に開催された2021年ユニバーシアードの男子シングルスで準優勝した。
2024年のタイ・インターナショナルでは、準々決勝と準決勝でそれぞれ武井凛生と古賀穂をストレートで破り、決勝ではインドネシアの選手をストレートで破って優勝した。